# 皮韦罗内
皮韦罗内（義大利語：Piverone），是意大利都灵省的一个市镇。总面积11平方公里，人口1352人，人口密度122.9人/平方公里（2009年）。ISTAT代码为001196。

## 友好城市
- 匈牙利代格